# Населення Закарпатської області

## Демографія

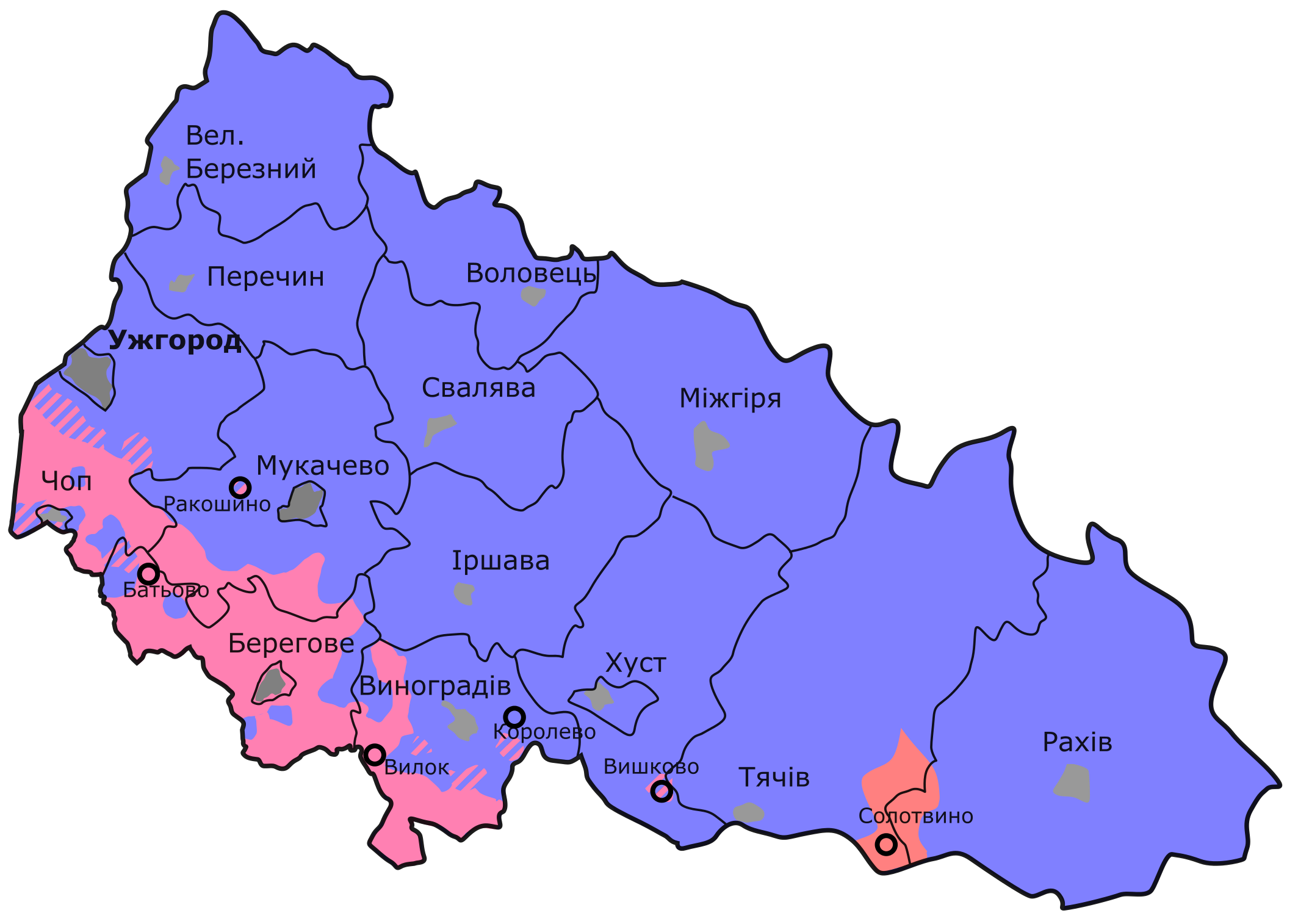
Етнічна карта області за переписом населення 2001 року.
українці
угорці
румуни
районні центри і міста обласного значення

Закарпаття посідає 17-те місце серед регіонів України за чисельністю населення. На 1 серпня 2013 р. в області проживало 1 255 425 осіб. У загальній чисельності населення України на область припадає 2,76 %. Переважна більшість жителів області — 62,9 % проживає в сільській місцевості. Чисельність населення одного села на Закарпатті в середньому становить 1,4 тисячі осіб (середній показник в Україні — 0,7 тис.). Найбільшим за чисельністю населення не тільки в області, а і в Україні є Тячівський район, на території якого проживає 13,7 % мешканців краю. Найменший — Воловецький район, чисельність якого становить 2,1 % загальнообласної. П'ята частина населення проживає в 192 населених пунктах області, які мають статус гірських.
Значне збільшення чисельності населення області спостерігалося у 1950-60 роках, коли природний приріст населення становив у середньому 13,6 тис. осіб. Упродовж наступних років збільшення продовжувалося, проте вже простежувалася тенденція до зменшення загального приросту. У 1995 році на Закарпатті вперше зафіксовано зменшення чисельності населення, яке за 7 років становило 30,4 тис. осіб. Скорочення чисельності населення відбулося за рахунок міських жителів — на 47,1 тис., в той час як у сільській місцевості чисельність населення за цей період збільшилася на 16,7 тис. осіб. Це відбувалося внаслідок переведення частини селищ міського типу до категорії гірських сільських населених пунктів. За інформацією прес-служби Міністерства юстиції України у 2008 році народжуваність в області вперше перевищила смертність. У першому кварталі 2009 р. це перевищення склало 2 %, у другому — 7 %, за підсумками 2010 року — 19 %.

## Динаміка населення
Історична динаміка чисельності населення області (у сучасних кордонах)
| рік  | населення | місце серед регіонів |
| ---- | --------- | -------------------- |
| 1939 | 845 000   | 24                   |
| 1959 | 920 173   | 23                   |
| 1970 | 1 056 799 | 22                   |
| 1979 | 1 154 417 | 23                   |
| 1989 | 1 252 288 | 20                   |
| 2001 | 1 258 264 | 19                   |
| 2014 | 1 256 850 | 17                   |

Динаміка чисельності населення районів та міст обласного підпорядкування Закарпатської області:
|                           | 1970        | 1979        | 1989        | 2001        | 2014    |
| ------------------------- | ----------- | ----------- | ----------- | ----------- | ------- |
| м. Берегове               | Берегівськ. | Берегівськ. | Берегівськ. | 27 235      | 24 686  |
| м. Мукачеве               | 57 414      | 71 864      | 84 521      | 82 346      | 85 487  |
| м. Ужгород                | 64 578      | 90 995      | 117 061     | 117 317     | 115 947 |
| м. Хуст                   | Хустськ.    | Хустськ.    | Хустськ.    | 32 348      | 31 797  |
| м. Чоп                    | Ужгородськ. | Ужгородськ. | Ужгородськ. | Ужгородськ. | 9 018   |
| Берегівський район        | 79 135      | 82 901      | 85 668      | 53 841      | 51 842  |
| Великоберезнянський район | 32 274      | 31 909      | 30 835      | 28 016      | 26 503  |
| Виноградівський район     | 98 532      | 104 944     | 113 034     | 117 863     | 120 310 |
| Воловецький район         | 24 049      | 26 271      | 27 561      | 25 336      | 24 334  |
| Іршавський район          | 88 632      | 92 755      | 97 192      | 100 881     | 99 531  |
| Міжгірський район         | 46 968      | 49 760      | 50 555      | 50 057      | 48 100  |
| Мукачівський район        | 99 730      | 103 250     | 105 538     | 101 572     | 101 178 |
| Перечинський район        | 31 510      | 32 398      | 32 582      | 31 790      | 31 629  |
| Рахівський район          | 76 095      | 81 645      | 86 148      | 90 811      | 91 857  |
| Свалявський район         | 46 532      | 51 395      | 56 254      | 55 468      | 54 609  |
| Тячівський район          | 132 082     | 147 429     | 164 968     | 172 389     | 174 523 |
| Ужгородський район        | 70 707      | 69 941      | 73 679      | 74 433      | 69 837  |
| Хустський район           | 108 561     | 116 960     | 126 692     | 96 561      | 95 662  |

## Природний рух
Показники народжуваності, смертності та природного приросту населення Закарпатської області у 1950—2020 рр.
| коефіцієнт (на 1000 осіб) | 1950 | 1960 | 1970 | 1980 | 1990 | 2000 | 2010 | 2020 |
| ------------------------- | ---- | ---- | ---- | ---- | ---- | ---- | ---- | ---- |
| народжуваності            | 31,4 | 27,3 | 20,7 | 18,8 | 16,8 | 11,5 | 14,7 | 10,8 |
| смертності                | 11,5 | 6,9  | 8,0  | 9,2  | 9,3  | 11,1 | 12,0 | 13,4 |
| природного приросту       | 19,9 | 20,4 | 12,7 | 9,6  | 7,5  | 0,4  | 2,7  | -2,6 |

## Національний склад

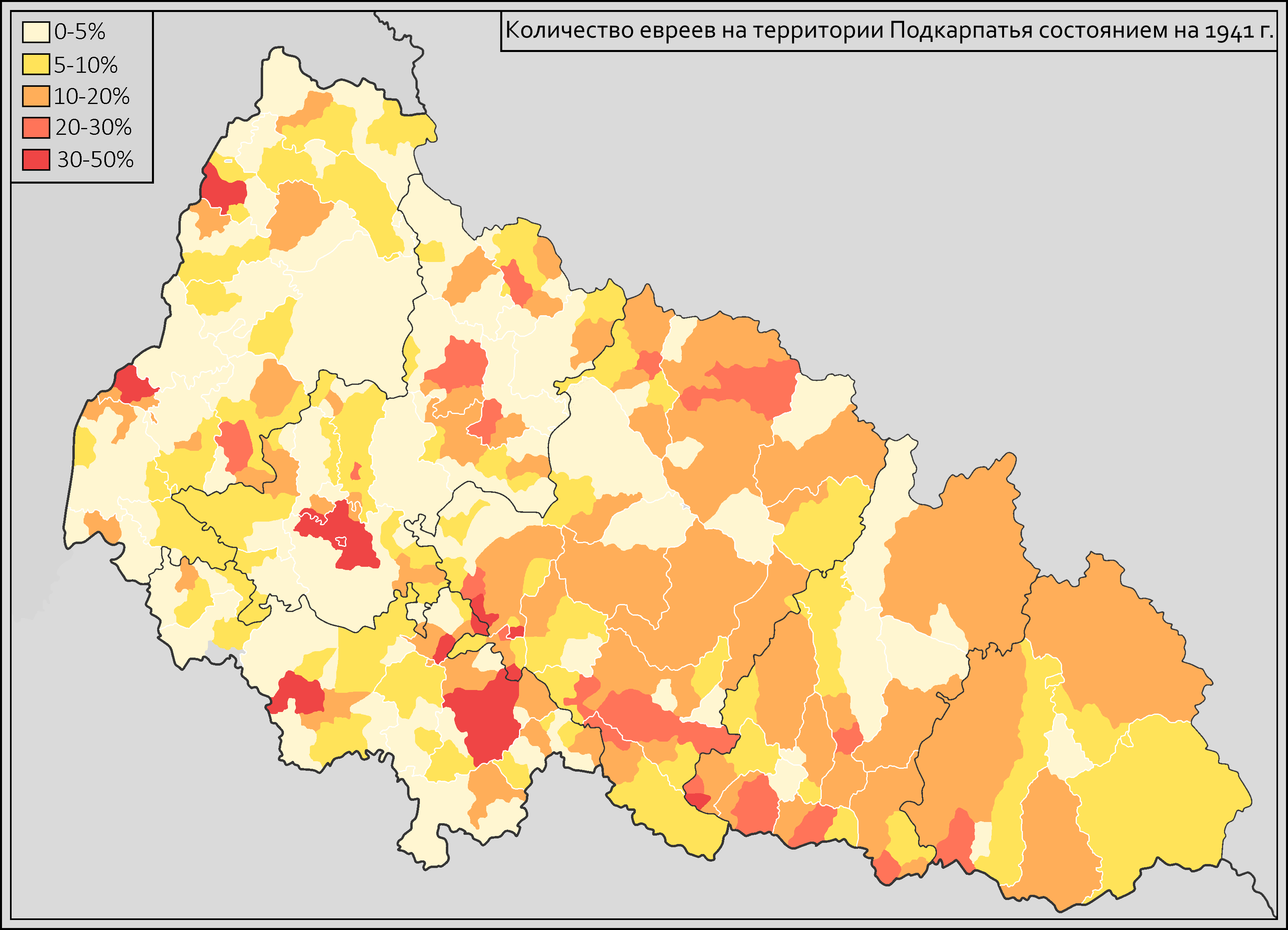
Чисельність євреїв в 1941 році

У Закарпатській області мешкають представники понад 30 етносів. Основним та корінним населенням є українці (80,5 %). Також у регіоні проживають угорці (12,1 %), румуни (2,6 %), росіяни (2,5 %), цигани (1,1 %), словаки (0,5 %), німці (0,3 %), білоруси (0,2 %).
Національний склад населення Закарпатської області станом на 2001 рік
| №  | Національність | Кількість осіб | До загальної чисельності населення |
| -- | -------------- | -------------- | ---------------------------------- |
| 1  | Українці       | 1 010 127      | 80,51 %                            |
| 2  | Угорці         | 151 516        | 12,08                              |
| 3  | Румуни         | 32 152         | 2,56                               |
| 4  | Росіяни        | 30 993         | 2,47                               |
| 5  | Цигани         | 14 004         | 1,12                               |
| 6  | Словаки        | 5 695          | 0,45                               |
| 7  | Німці          | 3 582          | 0,29                               |
| 8  | Білоруси       | 1 540          | 0,12                               |
| 9  | Євреї          | 565            | 0,05                               |
| 10 | Поляки         | 518            | 0,04                               |
| 11 | Інші           | 3 922          | 0,31                               |
|    | Разом          | 1 254 614      | 100,00                             |

За результатами Всеукраїнського перепису населення, проведеного у 2001 році, 10200 жителів Закарпаття визнали себе русинами (менше 1 % від загальної кількості мешканців області). Назва «русин» не закріплена в офіційних документах державного рівня, 10200 згаданих громадян визначені як представники субетносу української національності.
Динаміка чисельності основних національностей Закарпаття за даними переписів:
| національність | 1921    | 1921   | 1930    | 1930   | 1959    | 1959   | 1970      | 1970   | 1979      | 1979   | 1989      | 1989   | 2001      | 2001   |
| -------------- | ------- | ------ | ------- | ------ | ------- | ------ | --------- | ------ | --------- | ------ | --------- | ------ | --------- | ------ |
| українці       | 372 884 | 63,0 % | 450 925 | 62,2 % | 686 464 | 74,6 % | 808 131   | 76,5 % | 898 606   | 77,8 % | 976 749   | 78,4 % | 1 010 127 | 80,5 % |
| угорці         | 102 144 | 17,3 % | 115 805 | 16,0 % | 146 247 | 15,9 % | 151 949   | 14,4 % | 158 446   | 13,7 % | 155 711   | 12,5 % | 151 516   | 12,1 % |
| румуни         |         |        | 12 777  | 1,8 %  | 18 346  | 2,0 %  | 23 454    | 2,2 %  | 27 155    | 2,3 %  | 29 485    | 2,4 %  | 32 152    | 2,6 %  |
| росіяни        |         |        |         |        | 29 599  | 3,2 %  | 35 189    | 3,3 %  | 41 713    | 3,6 %  | 49 458    | 4,0 %  | 30 993    | 2,5 %  |
| цигани         |         |        |         |        | 4 970   | 0,5 %  | 5 902     | 0,6 %  |           |        | 12 131    | 1,0 %  | 14 004    | 1,1 %  |
| словаки        | 19 737  | 3,3 %  | 34 511  | 4,8 %  | 12 289  | 1,3 %  | 9 573     | 0,9 %  |           |        | 7 329     | 0,6 %  | 5 695     | 0,5 %  |
| німці          | 10 460  | 1,8 %  | 13 804  | 1,9 %  |         |        |           |        |           |        | 3 478     | 0,3 %  | 3 582     | 0,3 %  |
| євреї          | 80 059  | 13,5 % | 95 008  | 13,1 % | 12 169  | 1,3 %  | 10 862    | 1,0 %  |           |        | 2 639     | 0,2 %  | 565       | 0,05 % |
| все населення  | 592 044 | 100 %  | 725 357 | 100 %  | 920 173 | 100 %  | 1 056 799 | 100 %  | 1 155 759 | 100 %  | 1 245 618 | 100 %  | 1 254 614 | 100 %  |

|                           | населення | українці | угорці | румуни | росіяни | цигани | словаки | німці | білоруси |
| ------------------------- | --------- | -------- | ------ | ------ | ------- | ------ | ------- | ----- | -------- |
| Ужгород                   | 117 317   | 77,8     | 6,9    | 0,1    | 9,6     | 1,5    | 2,2     | 0,2   | 0,4      |
| Берегове                  | 27 235    | 38,9     | 48,1   | 0,1    | 5,4     | 6,4    | 0,2     | 0,1   | 0,2      |
| Мукачеве                  | 82 346    | 77,1     | 8,5    | 0,0    | 9,0     | 1,4    | 0,4     | 1,9   | 0,4      |
| Хуст                      | 32 348    | 89,3     | 5,4    | 0,0    | 3,7     | 0,4    | 0,1     | 0,3   | 0,2      |
| Берегівський район        | 53 841    | 18,8     | 76,1   | 0,0    | 0,7     | 4,1    | 0,0     | 0,0   | 0,0      |
| Великоберезнянський район | 28 016    | 96,3     | 0,0    | 0,0    | 0,7     | 1,6    | 1,0     | 0,0   | 0,1      |
| Виноградівський район     | 117 863   | 71,4     | 26,2   | 0,0    | 1,2     | 0,8    | 0,1     | 0,0   | 0,1      |
| Воловецький район         | 25 336    | 98,8     | 0,0    | 0,0    | 0,6     | 0,0    | 0,1     | 0,1   | 0,1      |
| Іршавський район          | 100 881   | 98,6     | 0,1    | 0,0    | 0,6     | 0,1    | 0,3     | 0,0   | 0,0      |
| Міжгірський район         | 50 057    | 99,1     | 0,0    | 0,0    | 0,5     | 0,2    | 0,0     | 0,0   | 0,0      |
| Мукачівський район        | 101 572   | 84,0     | 12,7   | 0,0    | 0,7     | 1,3    | 0,2     | 0,8   | 0,4      |
| Перечинський район        | 31 790    | 96,3     | 0,0    | 0,3    | 1,3     | 0,4    | 1,0     | 0,0   | 0,1      |
| Рахівський район          | 90 811    | 83,8     | 3,2    | 11,6   | 0,8     | 0,2    | 0,0     | 0,0   | 0,1      |
| Свалявський район         | 55 468    | 94,5     | 0,7    | 0,0    | 1,5     | 1,4    | 0,6     | 0,7   | 0,1      |
| Тячівський район          | 172 389   | 83,2     | 2,9    | 12,4   | 1,0     | 0,0    | 0,0     | 0,2   | 0,1      |
| Ужгородський район        | 74 433    | 58,4     | 33,4   | 0,0    | 2,0     | 4,1    | 1,6     | 0,0   | 0,4      |
| Хустський район           | 96 561    | 95,0     | 3,9    | 0,0    | 0,9     | 0,0    | 0,1     | 0,0   | 0,0      |
| Закарпатська область      | 1 258 264 | 80,5     | 12,1   | 2,6    | 2,5     | 1,1    | 0,5     | 0,3   | 0,1      |

Національний склад міст Закарпатської області за переписом населення 2001 р., у %:
| місто                       | населення | українці | угорці | румуни | росіяни | цигани | інші |
| --------------------------- | --------- | -------- | ------ | ------ | ------- | ------ | ---- |
| Ужгород                     | 115 568   | 77,8     | 6,9    | 0,1    | 9,6     | 1,5    | 4,1  |
| Мукачеве                    | 81 637    | 77,1     | 8,5    |        | 9,0     | 1,4    | 4,0  |
| Хуст                        | 31 864    | 89,3     | 5,4    |        | 3,6     | 0,4    | 1,3  |
| Берегове                    | 26 554    | 38,9     | 48,1   |        | 5,4     | 6,4    | 1,2  |
| Виноградів                  | 25 383    | 80,8     | 14,3   |        | 3,5     | 0,2    | 1,2  |
| Свалява                     | 16 983    | 86,4     | 2,0    |        | 3,1     | 4,7    | 3,8  |
| Рахів                       | 14 969    | 89,9     | 6,9    | 0,1    | 2,1     | 0,4    | 0,6  |
| Тячів                       | 9 519     | 71,3     | 24,2   | 0,9    | 2,7     |        | 0,9  |
| Іршава                      | 9 512     | 97,4     | 0,5    |        | 1,5     | 0,1    | 0,5  |
| Чоп                         | 8 870     | 48,1     | 39,4   |        | 8,3     | 2,3    | 1,9  |
| Міста Закарпатської області | 340 859   | 76,5     | 11,8   | 0,1    | 7,0     | 1,7    | 2,9  |

Розподіл індивідуальних домогосподарств області
|                                                                    | Всього індивідуальних домогосподарств | Всього індивідуальних домогосподарств | Всього індивідуальних домогосподарств | У % до підсумку | У % до підсумку | У % до підсумку | Середній розмір домогосподарства (осіб) | Середній розмір домогосподарства (осіб) | Середній розмір домогосподарства (осіб) |
|                                                                    | 1979                                  | 1989                                  | 2001                                  | 1979            | 1989            | 2001            | 1979                                    | 1989                                    | 2001                                    |
| Всі індивідуальні домогосподарства                                 | 287956                                | 305847                                | 307726                                | 100             | 100             | 100             | 3,7                                     | 3,8                                     | 3,9                                     |
| з них:                                                             |                                       |                                       |                                       |                 |                 |                 |                                         |                                         |                                         |
| домогосподарства, всі члени яких належать до однієї національності | 254188                                | 262406                                | 270699                                | 88,3            | 85,8            | 88,0            | 3,8                                     | 3,8                                     | 3,9                                     |
| з них:                                                             |                                       |                                       |                                       |                 |                 |                 |                                         |                                         |                                         |
| українці                                                           | 204582                                | 215434                                | 227375                                | 71,0            | 70,4            | 73,9            | 3,8                                     | 3,8                                     | 3,9                                     |
| угорці                                                             | 35003                                 | 31380                                 | 30420                                 | 12,2            | 10,3            | 9,9             | 3,5                                     | 3,6                                     | 3,7                                     |
| румуни                                                             | 5963                                  | 6652                                  | 6927                                  | 2,1             | 2,2             | 2,3             | 4,1                                     | 3,8                                     | 4,1                                     |
| росіяни                                                            | 5116                                  | 5361                                  | 3011                                  | 1,8             | 1,8             | 1,0             | 2,9                                     | 2,9                                     | 2,7                                     |
| цигани                                                             | 1041                                  | 1961                                  | 2181                                  | 0,4             | 0,6             | 0,7             | 4,6                                     | 5,2                                     | 5,6                                     |
| словаки                                                            | 719                                   | 412                                   | 305                                   | 0,2             | 0,1             | 0,1             | 2,7                                     | 2,7                                     | 2,8                                     |
| німці                                                              | …                                     | …                                     | 223                                   | …               | …               | 0,1             | …                                       | …                                       | 3,2                                     |

За різними сучасними оцінками, у той час, коли чисельність населення Закарпатської області загалом стагнувала або трохи збільшилася, через низьку народжуваність та еміграцію значної частини угорців до Угорщини їхня чисельність в області суттєво скоротилася: зі 151,5 тисячі осіб у 2001 році до 70—80 тисяч або 80—90 тисяч у 2024 році.

## Мовний склад

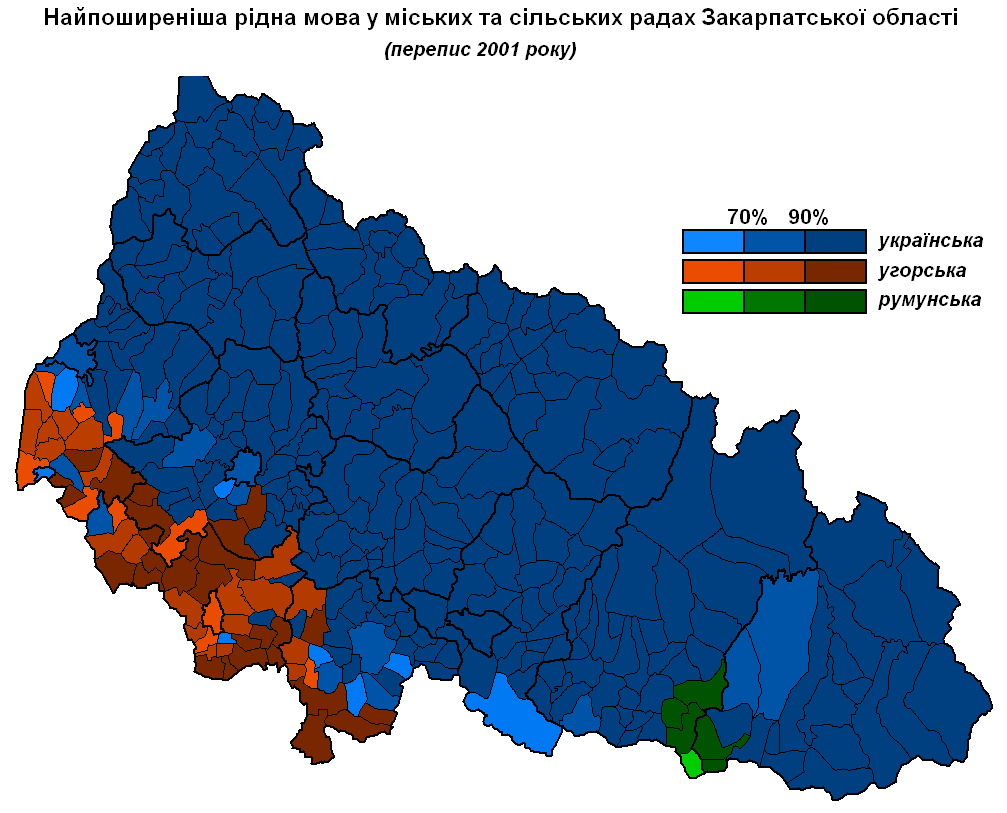
Найпоширеніша рідна мова у містах і сільрадах Закарпатської області за переписом 2001 р.

Рідна мова населення Закарпатської області за результатами переписів населення, %
|            | 1959 | 1970 | 1989 | 2001 |
| ---------- | ---- | ---- | ---- | ---- |
| Українська | 73,5 | 76,1 | 78,1 | 81,0 |
| Угорська   | 16,3 | 15,4 | 13,4 | 12,7 |
| Російська  | 4,2  | 4,2  | 5,0  | 2,9  |
| Румунська  | 2,0  | 2,1  | 2,3  | 2,6  |
| Інша       | 4,0  | 2,2  | 1,2  | 0,8  |

| Мовний склад населення Закарпаття (перепис 2001 року) | Мовний склад населення Закарпаття (перепис 2001 року) | Мовний склад населення Закарпаття (перепис 2001 року) | Мовний склад населення Закарпаття (перепис 2001 року) | Мовний склад населення Закарпаття (перепис 2001 року) | Мовний склад населення Закарпаття (перепис 2001 року) | Мовний склад населення Закарпаття (перепис 2001 року) | Мовний склад населення Закарпаття (перепис 2001 року) | Мовний склад населення Закарпаття (перепис 2001 року) |
|                                                       | Населення                                             | Українська                                            | Угорська                                              | Румунська                                             | Російська                                             | Циганська                                             | Словацька                                             | Німецька                                              |
| ----------------------------------------------------- | ----------------------------------------------------- | ----------------------------------------------------- | ----------------------------------------------------- | ----------------------------------------------------- | ----------------------------------------------------- | ----------------------------------------------------- | ----------------------------------------------------- | ----------------------------------------------------- |
| Ужгород                                               | 117 317                                               | 75,6 %                                                | 7,0 %                                                 |                                                       | 12,4 %                                                | 1,3 %                                                 | 0,9 %                                                 |                                                       |
| Берегове                                              | 27 235                                                | 38,4 %                                                | 54,8 %                                                |                                                       | 6,3 %                                                 |                                                       | 0,1 %                                                 |                                                       |
| Мукачеве                                              | 82 346                                                | 77,6 %                                                | 8,5 %                                                 |                                                       | 10,7 %                                                |                                                       | 0,1 %                                                 | 1,1 %                                                 |
| Хуст                                                  | 32 348                                                | 91,0 %                                                | 4,3 %                                                 |                                                       | 3,8 %                                                 | 0,4 %                                                 | 0,1 %                                                 | 0,1 %                                                 |
| Берегівський район                                    | 53 841                                                | 18,8 %                                                | 80,2 %                                                |                                                       | 0,8 %                                                 |                                                       |                                                       |                                                       |
| Великоберезнянський район                             | 28 016                                                | 99,0 %                                                |                                                       |                                                       | 0,6 %                                                 |                                                       | 0,2 %                                                 |                                                       |
| Виноградівський район                                 | 117 863                                               | 72,0 %                                                | 26,3 %                                                |                                                       | 1,3 %                                                 | 0,3 %                                                 |                                                       |                                                       |
| Воловецький район                                     | 25 336                                                | 99,1 %                                                | 0,1 %                                                 |                                                       | 0,7 %                                                 |                                                       |                                                       |                                                       |
| Іршавський район                                      | 100 881                                               | 99,0 %                                                | 0,1 %                                                 |                                                       | 0,7 %                                                 |                                                       | 0,1 %                                                 |                                                       |
| Міжгірський район                                     | 50 057                                                | 99,3 %                                                |                                                       |                                                       | 0,5 %                                                 | 0,2 %                                                 |                                                       |                                                       |
| Мукачівський район                                    | 101 572                                               | 84,2 %                                                | 13,8 %                                                |                                                       | 0,7 %                                                 | 0,1 %                                                 | 0,1 %                                                 | 0,6 %                                                 |
| Перечинський район                                    | 31 790                                                | 96,6 %                                                | 0,2 %                                                 | 0,9 %                                                 | 1,3 %                                                 | 0,3 %                                                 | 0,6 %                                                 |                                                       |
| Рахівський район                                      | 90 811                                                | 84,6 %                                                | 2,5 %                                                 | 11,5 %                                                | 0,9 %                                                 | 0,2 %                                                 |                                                       |                                                       |
| Свалявський район                                     | 55 468                                                | 97,3 %                                                | 0,5 %                                                 |                                                       | 1,6 %                                                 |                                                       | 0,1 %                                                 | 0,1 %                                                 |
| Тячівський район                                      | 172 389                                               | 83,5 %                                                | 2,8 %                                                 | 12,4 %                                                | 1,1 %                                                 |                                                       |                                                       | 0,1 %                                                 |
| Ужгородський район                                    | 74 433                                                | 58,9 %                                                | 36,5 %                                                |                                                       | 2,4 %                                                 | 0,7 %                                                 | 1,1 %                                                 |                                                       |
| Хустський район                                       | 96 561                                                | 95,2 %                                                | 3,9 %                                                 |                                                       | 0,8 %                                                 |                                                       |                                                       |                                                       |
| Закарпатська область                                  | 1 258 264                                             | 81,0 %                                                | 12,7 %                                                | 2,6 %                                                 | 2,9 %                                                 | 0,2 %                                                 | 0,2 %                                                 | 0,2 %                                                 |

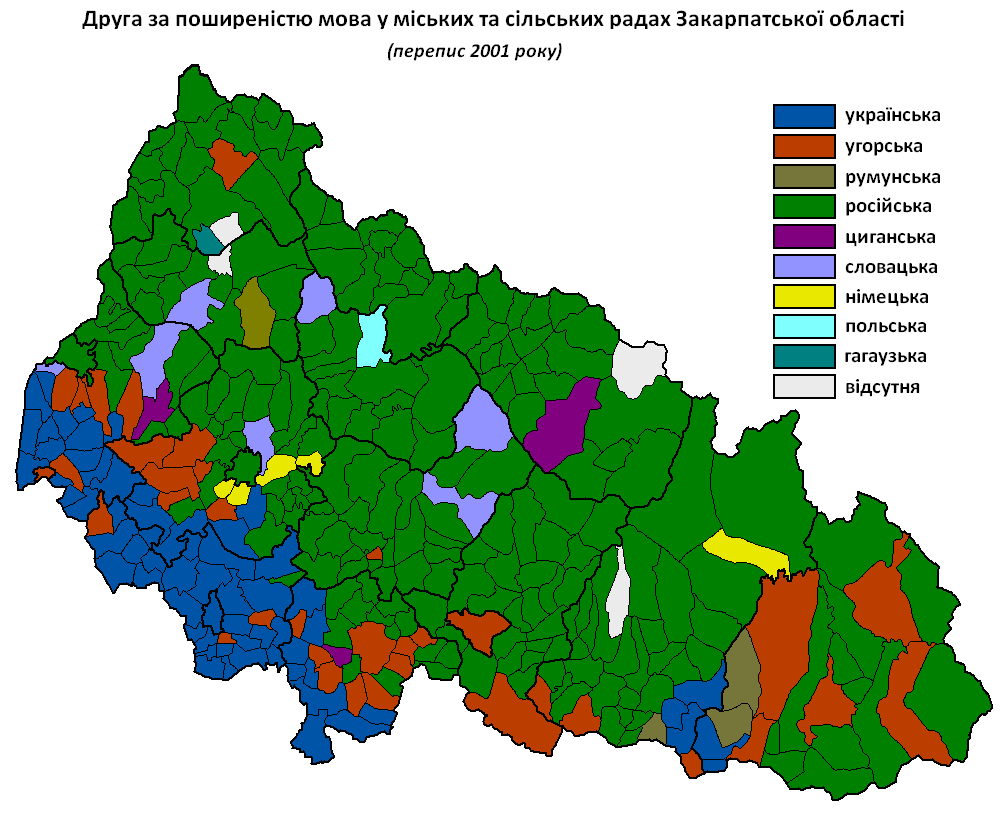
Друга за поширеністю рідна мова у містах і сільрадах Закарпатської області за переписом 2001 р.

Рідна мова найбільш чисельних національностей Закарпатської області за даними перепису 2001 р.
|          | Своєї національності | Українська | Російська | Інша   |
| Українці | 99,2 %               | -          | 0,5 %     | 0,1 %  |
| Угорці   | 97,1 %               | 2,6 %      | 0,2 %     | 0,1 %  |
| Румуни   | 99,0 %               | 0,5 %      | 0,1 %     | 0,2 %  |
| Росіяни  | 91,7 %               | 7,9 %      | -         | 0,1 %  |
| Цигани   | 20,5 %               | 16,7 %     | 0,2 %     | 60,0 % |
| Словаки  | 43,5 %               | 41,5 %     | 2,6 %     | 1,0 %  |
| Німці    | 50,5 %               | 39,6 %     | 4,8 %     | 0,7 %  |

Населені пункти Закарпаття за часткою населення, що назвало рідною мовою:
|            | 100 % | 99-100 % | 95-99 % | 90-95 % | 80-90 % | 70-80 | 60-70 % | 50-60 % | 40-50 % | 30-40 % | 20-30 % | 10-20 % | 5-10 % | 1-5 % | 0-1 % | 0 % |
| ---------- | ----- | -------- | ------- | ------- | ------- | ----- | ------- | ------- | ------- | ------- | ------- | ------- | ------ | ----- | ----- | --- |
| українську | 55    | 237      | 166     | 21      | 16      | 10    | 4       | 5       | 6       | 10      | 4       | 22      | 11     | 36    | 5     | 1   |
| угорську   |       |          | 33      | 11      | 19      | 6     | 7       | 5       | 8       | 4       | 5       | 11      | 8      | 36    | 142   | 313 |
| румунську  | 1     | 1        | 6       |         |         | 1     |         | 1       |         |         |         |         | 2      | 4     | 60    | 533 |

|                                            |  |                                        |  |                                       |  |
| Українська мова — 1 016 268 осіб (81,00 %) |  | Угорська мова — 158 729 осіб (12,65 %) |  | Російська мова — 36 412 осіб (2,90 %) |  |

|                                       |  |                                      |  |                                      |  |
| Румунська мова — 32 224 осіб (2,57 %) |  | Русинська мова — 6 720 осіб (0,54 %) |  | Циганська мова — 2 990 осіб (0,24 %) |  |

|                                      |  |                                     |  |
| Словацька мова — 2 575 осіб (0,21 %) |  | Німецька мова — 1 850 осіб (0,15 %) |  |

|                   | населення 2001 р. | українська | угорська | російська | румунська | циганська | німецька | словацька |
| Ужгород           | 117 317           | 77,6 %     | 7,0 %    | 12,4 %    |           | 1,3 %     |          |           |
| Мукачеве          | 82 346            | 77,6 %     | 9,6 %    | 10,7 %    |           |           | 1,1 %    |           |
| Хуст              | 29 080            | 90,2 %     | 4,8 %    | 4,1 %     |           |           |          |           |
| Берегове          | 26 735            | 37,3 %     | 55,9 %   | 6,4 %     |           |           |          |           |
| Виноградів        | 25 760            | 82,1 %     | 13,5 %   | 3,8 %     |           |           |          |           |
| Свалява           | 17 145            | 94,5 %     | 1,4 %    | 3,2 %     |           |           |          |           |
| Рахів             | 15 241            | 92,1 %     | 4,8 %    | 2,3 %     |           |           |          |           |
| Тячів             | 9 786             | 73,5 %     | 22,6 %   | 2,8 %     |           |           |          |           |
| Міжгір'я          | 9 656             | 97,6 %     |          | 1,0 %     |           | 1,2 %     |          |           |
| Іршава            | 9 515             | 97,9 %     |          | 1,4 %     |           |           |          |           |
| Великий Бичків    | 9 430             | 95,2 %     | 2,9 %    |           |           |           |          |           |
| Солотвино         | 9 276             | 14,5 %     | 24,3 %   | 3,2 %     | 56,5 %    |           |          |           |
| Дубове            | 9 246             | 98,1 %     |          | 1,5 %     |           |           |          |           |
| Чоп               | 8 919             | 46,3 %     | 41,5 %   | 11,6 %    |           |           |          |           |
| Буштино           | 8 554             | 93,8 %     | 3,6 %    | 2,2 %     |           |           |          |           |
| Королево          | 8 147             | 93,6 %     | 5,2 %    | 1,2 %     |           |           |          |           |
| Вишково           | 8 141             | 53,1 %     | 45,3 %   | 1,4 %     |           |           |          |           |
| Ясіня             | 8 006             | 89,5 %     | 8,2 %    |           |           | 1,2 %     |          |           |
| Тересва           | 7 469             | 97,7 %     |          | 1,3 %     |           |           |          |           |
| Перечин           | 7 083             | 94,6 %     |          | 3,4 %     |           |           |          |           |
| Чинадійово        | 6 817             | 98,0 %     |          | 1,1 %     |           |           |          |           |
| Великий Березний  | 6 804             | 97,7 %     |          | 1,3 %     |           |           |          |           |
| Воловець          | 5 186             | 98,1 %     |          | 1,4 %     |           |           |          |           |
| Кольчино          | 4 407             | 94,1 %     |          | 2,2 %     |           |           |          | 2,6 %     |
| Середнє           | 3 494             | 81,1 %     | 1,0 %    | 1,0 %     |           | 13,6 %    |          | 3,2 %     |
| Вилок             | 3 419             | 16,8 %     | 81,5 %   | 1,3 %     |           |           |          |           |
| Кобилецька Поляна | 3 391             | 83,1 %     | 14,3 %   | 1,3 %     |           |           |          |           |
| Батьово           | 3 029             | 32,9 %     | 64,6 %   | 2,0 %     |           |           |          |           |
| Усть-Чорна        | 1 485             | 93,3 %     |          | 1,3 %     |           |           | 4,3 %    |           |
| Жденієво          | 1 120             | 98,9 %     |          | 1,1 %     |           |           |          |           |
|                   |                   |            |          |           |           |           |          |           |

Українська мова є єдиною офіційною мовою на всій території Закарпатської області.

### Вільне володіння мовами
За даними Всеукраїнського перепису населення 2001 року, 90,34 % мешканців Закарпатської області вказали вільне володіння українською мовою, а 29,19 % — російською мовою. 98,14 % мешканців Закарпатської області вказали вільне володіння мовою своєї національності.
Вільне володіння мовами найбільш чисельних національностей Закарпатської області за даними перепису населення 2001 р.
|          | своєї національності | українська | російська |
| -------- | -------------------- | ---------- | --------- |
| Українці | 99,48 %              |            | 26,75 %   |
| Угорці   | 98,72 %              | 48,07 %    | 30,67 %   |
| Румуни   | 99,33 %              | 24,67 %    | 37,65 %   |
| Росіяни  | 96,95 %              | 82,40 %    |           |
| Цигани   | 21,09 %              | 49,56 %    | 11,87 %   |
| Словаки  | 65,67 %              | 96,22 %    | 32,85 %   |
| Німці    | 66,11 %              | 95,98 %    | 36,96 %   |
| Білоруси | 46,49 %              | 83,57 %    | 75,00 %   |

### Мови навчання
Між 1991/92 і 2021/22 навчальними роками частка учнів, які здобувають загальну середню освіту в школах і класах з українською мовою викладання в Закарпатській області зросла з 81,7 % до 87,9 %. Зростання відбулося переважно внаслідок українізації шкіл і класів з російською мовою викладання, в яких у 1991/92 навчальному році навчалися 7,3 % учнів області.
За даними Державної служби статистики України у 2023/24 навчальному році у Закарпатській області 163 651 учень здобував загальну середню освіту, з них 146 563 (89,56 %) навчалися в українськомовних класах, 14 623 (8,94 %) — в угорськомовних, 2 347 (1,43 %) — у румунськомовних, 118 (0,07 %) — в словацькомовних. З 71 315 здобувачів середньої освіти в міських закладах освіти, 65 021 (91,17 %) здобували освіту українською, 5 806 (8,14 %) — угорською, 370 (0,52 %) — румунською, 118 (0,17 %) — словацькою. З 92 336 здобувачів середньої освіти в сільських закладах освіти, 81 542 (88,31 %) здобували освіту українською, 8 817 (9,55 %) — угорською, 1 977 (2,14 %) — румунською.
За даними Державної служби статистики України у 2024/25 навчальному році у Закарпатській області 158 790 учнів здобували загальну середню освіту, з них 142 649 (89,84 %) навчалися в українськомовних класах, 13 683 (8,62 %) — в угорськомовних, 2 339 (1,47 %) — у румунськомовних, 119 (0,07 %) — в словацькомовних. З 69 684 здобувачів середньої освіти в міських закладах освіти, 63 677 (91,38 %) здобували освіту українською, 5 507 (7,90 %) — угорською, 381 (0,55 %) — румунською, 119 (0,17 %) — словацькою. З 89 106 здобувачів середньої освіти в сільських закладах освіти, 78 972 (88,63 %) здобували освіту українською, 8 176 (9,17 %) — угорською, 1 958 (2,20 %) — румунською.

## Місце народження
За переписом 2001 року 97,3 % населення Закарпатської області народилися на території України (УРСР), 2,7 % населення — на території інших держав (зокрема 1,8 % - на території Росії). 92,9 % населення народилися на території Закарпатської області, 4,4 % — у інших регіонах України.
Питома вага уродженців різних регіонів України у населенні Закарпатської області за переписом 2001 року:
| уродженців області | кількість | частка у населенні |
| Закарпатської      | 1166097   | 92,9               |
| Львівської         | 11828     | 0,9                |
| Івано-Франківської | 4197      | 0,3                |
| Хмельницької       | 3534      | 0,3                |
| Житомирської       | 3172      | 0,3                |
| Вінницької         | 3153      | 0,3                |
| Донецької          | 2432      | 0,2                |
| Тернопільської     | 2252      | 0,2                |
| Полтавської        | 1953      | 0,2                |
| Київської          | 1938      | 0,2                |
| Рівненської        | 1891      | 0,2                |
| Сумської           | 1698      | 0,1                |
| Дніпропетровської  | 1658      | 0,1                |
| Харківської        | 1657      | 0,1                |
| Черкаської         | 1643      | 0,1                |
| Волинської         | 1634      | 0,1                |
| Чернігівської      | 1386      | 0,1                |
| Одеської           | 1195      | 0,1                |
| Кіровоградської    | 1152      | 0,1                |
| Луганської         | 1147      | 0,1                |
| Чернівецької       | 1107      | 0,1                |
| м. Києва           | 889       | 0,1                |
| Миколаївської      | 739       | 0,1                |
| Херсонської        | 734       | 0,1                |
| Запорізької        | 703       | 0,1                |
| АР Крим            | 632       | 0,1                |
| Севастополя        | 47        | 0,0                |

## Зайнятість населення
Сфери зайнятості населення області за переписом 2001 року
| сфера діяльності                                                                 | кількість зайнятих | частка  |
| -------------------------------------------------------------------------------- | ------------------ | ------- |
| Сільське господарство, мисливство та лісове господарство                         | 151 972            | 36,5 %  |
| Обробна промисловість                                                            | 51 055             | 12,3 %  |
| Освіта                                                                           | 38 540             | 9,3 %   |
| Оптова та роздрібна торгівля; торгівля транспортними засобами; послуги з ремонту | 31 983             | 7,7 %   |
| Охорона здоров'я та соціальна допомога                                           | 30 465             | 7,3 %   |
| Будівництво                                                                      | 27 445             | 6,6 %   |
| Державне управління                                                              | 23 497             | 5,6 %   |
| Транспорт і зв'язок                                                              | 22 638             | 5,4 %   |
| Колективні, громадські та особисті послуги                                       | 10 694             | 2,6 %   |
| Виробництво електроенергії, газу та води                                         | 7 605              | 1,8 %   |
| Готелі та ресторани                                                              | 6 938              | 1,7 %   |
| Операції з нерухомістю, здавання під найм та послуги юридичним особам            | 5 592              | 1,3 %   |
| Фінансова діяльність                                                             | 2 970              | 0,7 %   |
| Добувна промисловість                                                            | 2 275              | 0,5 %   |
| Послуги домашньої прислуги                                                       | 1 800              | 0,4 %   |
| Неточно вказали або не вказали вид діяльності                                    | 838                | 0,2 %   |
| Рибне господарство                                                               | 94                 | 0,0 %   |
| Всього зайнятих економічною діяльністю                                           | 416 401            | 100,0 % |